# Somatophylakes

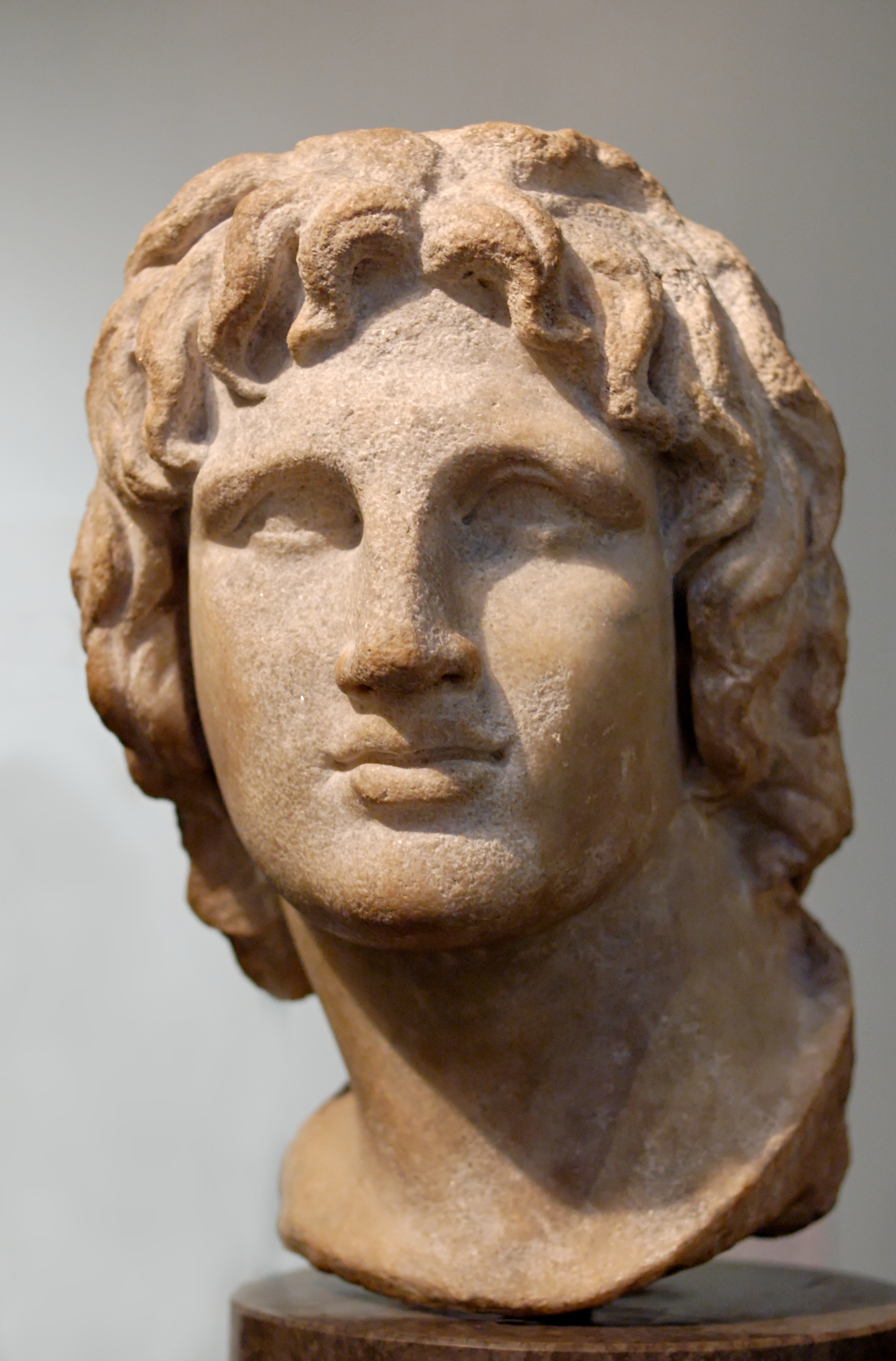
Retrato en mármol de Alejandro Magno datada entre los siglos II y I a. aproximadamente. British Museum de Londres.

Los somatophylakes (en griego antiguo: σωματοφύλακες, romanizado: sōmatophýlakes, singular cσωματοφύλαξ somatophylax, t «guardaespaldas», lit. «guardacuerpos») constituían la guardia de alto rango del antiguo ejército macedonio, al servicio del Reino de Macedonia. Eran escogidos entre la nobleza macedonia.

## Función
Este grupo estaba formado por siete soldados selectos y leales, que tenían la tarea de velar por la seguridad del soberano macedonio, viviendo en estrecho contacto con él y acompañándolo tanto en la guerra como en tiempos de paz, tanto en misiones oficiales como en viajes de caza y en banquetes. Cuando uno de ellos perdía la vida o era destituido de su cargo por otras razones, el rey proveía personalmente a su reemplazo.
Las somatofilias más famosas fueron las de Filipo II de Macedonia, Alejandro Magno y Filipo III de Macedonia. En particular, las somatofilias de Alejandro Magno. Tras su repentina muerte (323 a. C.) y la llamada partición de Babilonia, todos ellos, con excepción de Aristonoo, se convirtieron en sus sucesores (diádocos). y uno de ellos, Pérdicas, incluso llegó a ser gobernante del imperio macedonio.
Durante el reinado de Alejandro Magno, época en la que esta institución se conoce mejor, su número estaba fijado en siete hombres, que a menudo ayudaban en los altos puestos, como generales o quiliarcas. Alejandro añadió a Peucestas como el octavo somatophylax tras el asedio de Malli. Es posible reconstruir la composición de esta guardia de la manera siguiente:
| Año             | Somatophylakes                                                                |
| --------------- | ----------------------------------------------------------------------------- |
| 336 – 334 a. C. | Arribas, Ptolomeo, Lisímaco, Aristonoo, Balacro, Demetrio, Pitón              |
| 333 a. C.       | Arribas, Hefestión, Lisímaco, Aristonoo, Balacro, Demetrio, Pitón             |
| 332 a. C.       | Arribas, Hefestión, Lisímaco, Aristonoo, Menes, Demetrio, Pitón               |
| 331 a. C.       | Leonato, Hefestión, Lisímaco, Aristonoo, Menes, Demetrio, Pitón               |
| 330 – 329 a. C. | Pérdicas, Leonato, Hefestión, Lisímaco, Aristonoo, Demetrio, Pitón            |
| 328 – 327 a. C. | Ptolomeo, Pérdicas, Leonato, Hefestión, Lisímaco, Aristonoo, Pitón            |
| 326 – 324 a. C. | Ptolomeo, Pérdicas, Leonato, Hefestión, Lisímaco, Aristonoo, Pitón, Peucestas |
| 323 a. C.       | Ptolomeo, Pérdicas, Leonato, Lisímaco, Aristonoo, Pitón, Peucestas            |